# Iglesia Cuadrangular
La Iglesia Cuadrangular  (en inglés: The Foursquare Church) es una asociación cristiana evangélica internacional de iglesias pentecostales, fundada en 1923 por la canadiense Aimee Elizabeth Kennedy, más tarde conocida como Aimee Semple McPherson. Su sede se encuentra en Los Ángeles, California, Estados Unidos.

## Historia

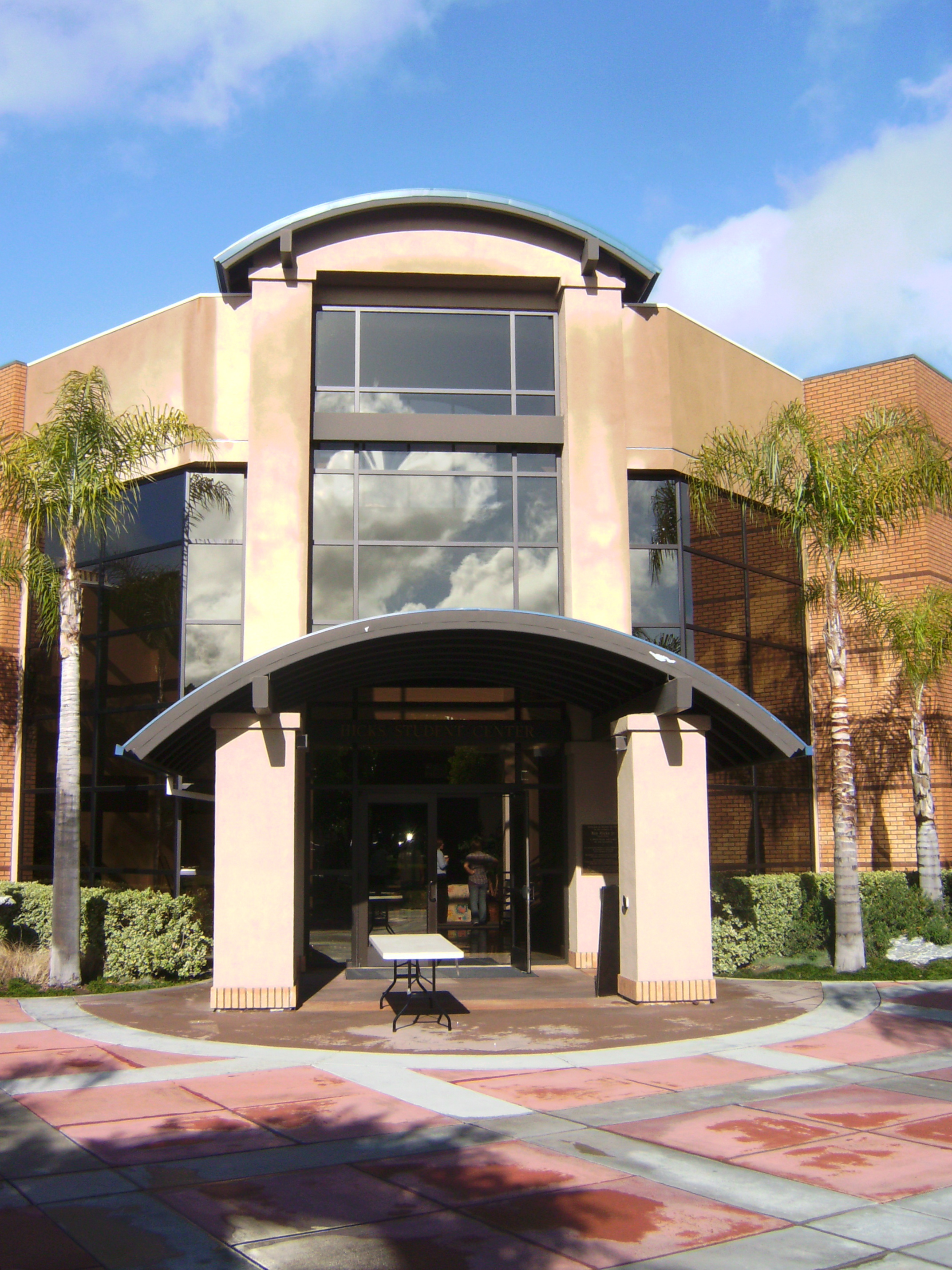
Hicks Center, Life Pacific University en San Dimas (California), Estados Unidos.

La iglesia tiene sus orígenes en una visión del "Evangelio Cuadrangular" (o "Evangelio completo") de la evangelista Aimee Semple McPherson, en un sermón en Oakland (California). Esto representa los 4 aspectos del ministerio de Jesucristo; Salvador, Bautista con el Espíritu Santo, Sanador y Rey. Se basa en el libro Libro de Ezequiel. 
A pesar de algunas afinidades con Pentecostales, sus creencias son  interdenominacional.
La fundación de la iglesia tuvo lugar durante la dedicación en enero de 1923 del Templo del Ángelus en Los Ángeles (California), con capacidad para 5.300 personas. McPherson llegó a ser una verdadera celebridad en la ciudad, participaba activamente en numerosos eventos publicitarios, como los desfiles de cada domingo por las calles de Los Ángeles junto al alcalde y a las estrellas "hollywoodenses" de cine, que aceptaban su invitación para visitar el Templo del Ángelus. Ella mandó construir el templo y el L.I.F.E. Bible College (Life Pacific University) junto a él, sobre la esquina noroeste de la propiedad que compró en medio de la ciudad.
En 1948, la Iglesia cristiana Cuadrangular se unió con las Asambleas de Dios, la Iglesia de Dios, la Iglesia de la Biblia Abierta y la Iglesia de Santidad Pentecostal para formar la “Fraternidad Pentecostal de América del Norte”.
El pastor Jack W. Hayford, fundador de la Iglesia en el Camino de Van Nuys (California) y de los Ministerios Living Way (Camino de Vida), es quizás el ministro cuadrangular más conocido de este siglo en los Estados Unidos de América.

## Estadísticas
Según un censo de la asociación de iglesias, en 2022 tendría 67.500 iglesias, 8,8 millones de miembros en 150 países.

## Creencias
La Iglesia Cuadrangular tiene una confesión de fe pentecostal.

## Controversias
En 2004, el presidente y tesorero de la denominación dimitió después de perder por error US $ 14 millones en la denominación por aprobar dos proyectos de inversión en inversiones financieras que de hecho eran una estafa.